# 禾甸镇
禾甸镇，是中华人民共和国云南省大理白族自治州祥云县下辖的一个乡镇级行政单位。

## 行政区划
禾甸镇下辖以下地区：
大营村、检村、新兴苴村、新兴底村、旧邑村、茨芭村、上赤村、大棚村、下莲村、新泽村、黄联村和温水村。

## 中国传统村落
2012年，大营庄村、旧邑村被评为首批“中国传统村落”。